# Râul Valea Caldă, Someș
Râul Valea Caldă sau Râul Valea Fânațelor este un curs de apă, afluent al râului Someșul Mic. 